# 吳季穎
吳季穎（1998年3月25日—）為前臺灣男子籃球運動員，場上位置為控球後衛。2013年吳季穎就讀大倫國中三年級時，球隊奪下國中籃球聯賽亞軍，個人則當選了U16亞青男籃國手，之後北上就讀南山高中，高一因為位置問題、高二則是右腳受傷，連續兩年高中籃球聯賽無緣12人名單，高三才進入12人名單，在冠軍賽吳季穎全場攻下9分、5籃板，最後關鍵時刻貢獻6分助隊收下104學年度高中籃球聯賽男子組冠軍，個人獲選為冠軍賽MVP。吳季穎就讀輔仁大學一年級時拿下大專籃球聯賽新人王。
2020年7月吳季穎在超級籃球聯賽新人選秀會第二輪獲得桃園璞園建築青睞，之後因個人生涯規劃離開球隊，改行當YouTuber。2021年10月吳季穎加盟T1聯盟桃園雲豹。2021–22年賽季吳季穎共出賽21場，場均繳出4.1分、1.5籃板。2022年8月吳季穎轉戰超級籃球聯賽裕隆納智捷。2023年夏天吳季穎改效力台灣啤酒，參加跨聯盟籃球邀請賽。10月17日，臺灣首起籃球假球案爆發，《鏡週刊》報導稱吳季穎效力裕隆納智捷時期涉嫌打假球，吳季穎所屬球隊台灣啤酒宣布吳季穎即刻停薪、停止球隊活動。10月18日，吳季穎向台灣啤酒自請離隊；士林地檢署檢察官約談吳季穎，訊後依詐欺、賭博、運動彩券發行條例等罪諭令新臺幣25萬元交保，並限制其住居；中華民國籃球協會召開紀律委員會，依據「中華民國籃球協會職業聯盟、球隊暨球員、職員、經紀人與經紀公司懲處辦法」決議註銷吳季穎的球員註冊。2024年2月2日，士林地檢署檢察官偵查終結，依違反運動彩券發行條例、刑法加重詐欺、賭博等罪起訴吳季穎等15人。檢察官認為吳季穎成為職業球員以後，不思珍惜自身天賦，積極求進，竟以球賽做為不法獲利的工具，賭資金額居然還超過千萬元，甚至邀集朋友、同學、隊友共同參與賭博、控制球賽，犯行嚴重影響職籃的未來發展。但考量吳季穎供出案情重要關鍵事項，使檢察官能夠追訴其他共犯，因此建請法院依據《證人保護法》規定，量處適當刑責。

## 外部連結
- 吳季穎的Instagram帳戶
- 吳季穎在fiba.basketball（英语）
- 吳季穎在archive.fiba.com（archived）（英语）
- 吳季穎在Eurobasket.com（球員）（英语）
- 吳季穎在RealGM（英语）
- YouTube上的小無相公頻道